# Kyle O’Gara
Kyle O’Gara (* 23. Februar 1995 in Beech Grove, Indiana) ist ein US-amerikanischer Automobilrennfahrer.

## Karriere
O’Gara begann seine Motorsportkarriere im Alter von vier Jahren im Kartsport. Von 2010 bis 2014 war er in der Midget/Sprint-Car-Serien aktiv. 2012 absolvierte er zudem Indy-Lights-Testfahrten für Fan Force United. 2013 gab O’Gara sein Debüt im professionellen Formelsport bei Schmidt Peterson Motorsports, wo er ein Indy-Lights-Cockpit für das Freedom 100 in Indianapolis erhielt. Er kam bei insgesamt zwei Rennen zum Einsatz und wurde Zwölfter in der Fahrerwertung. 2014 absolvierte O’Gara im Formelsport nur ein Rennen in der U.S. F2000 National Championship für GBI Racing.

## Persönliches
Kyle O’Gara ist der Bruder von Andy O’Gara. Andy O’Gara leitet zusammen mit seiner Ehefrau Sarah Fisher den Rennstall Sarah Fisher Hartman Racing.

## Karrierestationen
- 2010–2014: Midget
- 2013: Indy Lights (Platz 12)
- 2014: U.S. F2000 National Championship (Platz 25)